# Pehr Magnus Ruus
Pehr Magnus Ruus, född 5 juni 1781 i Trankil, död 16 oktober 1836 i Bollnäs, var en svensk präst.

## Biografi
Pehr Magnus Ruus föddes 1781 i Trankil. Han var son till häradsskrivaren Nils Ruus i Mellansysslets fögderi och Brita Catharina Linderholm. Russ blev 28 januari 1800 student vid Uppsala universitet och var medlem i Värmlands nation. Han prästvigdes 12 december 1806 och blev huspredikant hos grevinnan Christina Margareta Eleonora Posse. Ruus blev 29 april 1807 komministeradjunkt i Nikolai församling och blev 23 augusti 1808 pastorsadjunkt i Katarina församling. Han promoverades 15 juni 1809 till filosofie magister vid Uppsala universitet och blev 31 januari 1809 tjänstegårdspedikant och nådeårspredikant i Katarina församling efter kyrkoherde Bergsten. Ruus blev 9 juli 1810 extra ordinarie hovpredikant hos änkedrottningen, 7 maj 1811 pastorsadjunkt i Katarina församling och avlade 6 november 1811 pastoralexamen i Karlstad.
Han blev 3 december 1811 tjänstepredikant och nådårspredikant i Katarina församling efter kyrkoherde Lagus och blev 9 september 1812 kyrkoherde i Katarina församling, tillträdde 1 maj 1813. Ruus blev även 1 juni 1813 assessor i Stockholms stads konsistorium och var från 21 april 1825 till 16 januari 1828 ordenskaplan. Han blev 3 augusti 1826 kyrkoherde i Bollnäs församling, tillträdde 1 maj 1827 och blev 8 juli 1828 kontraktsprost. Ruus utnämndes 1828 till ledamot av Nordstjärneorden och blev 14 juni 1831 teologie doktor vid Uppsala universitet. Han avled 1836 i Bollnäs.
Ruus var riksdagsman vid riksdagen 1834–1835. Han inträdde 1813 i Götiska förbundet.

### Familj
Ruus gifte sig 18 september 1813 i Katarina församling med Fredrika Johanna Stangenberg (1791–1855), dotter till segelmakaren Magnus Petter Stangenberg och Christina Elisabeth Bobeck. De fick tillsammans barnen Pehr Götrich Ruus (1814–1814), komministern Pehr Albrecht Ruus (1815–1883) i Maria Magdalena församling, Nils Ifvar Ruus (1817–1818), bruksinspektorn Skoglar Magnus Ruus (1819–1890) komministern Harald Johan Russ (1821–1889) i Nikolai församling, Agnes Fredrika Ruus (1824–1824), Bertha Hanna Ruus (1826–1891), Rosa Ingeborg Ruus (1828–1891), adjunkten Ivar Torsten Ruus (1832–1909) vid Högre allmänna läroverket på Södermalm och lärarinnan Ida Maria Fredrika Ruus (1834–1917).